# Saladas (Corrientes)
Saladas is een plaats in het Argentijnse bestuurlijke gebied Saladas in de provincie Corrientes. De plaats telt 18.349 inwoners.